# Kaispeicher A

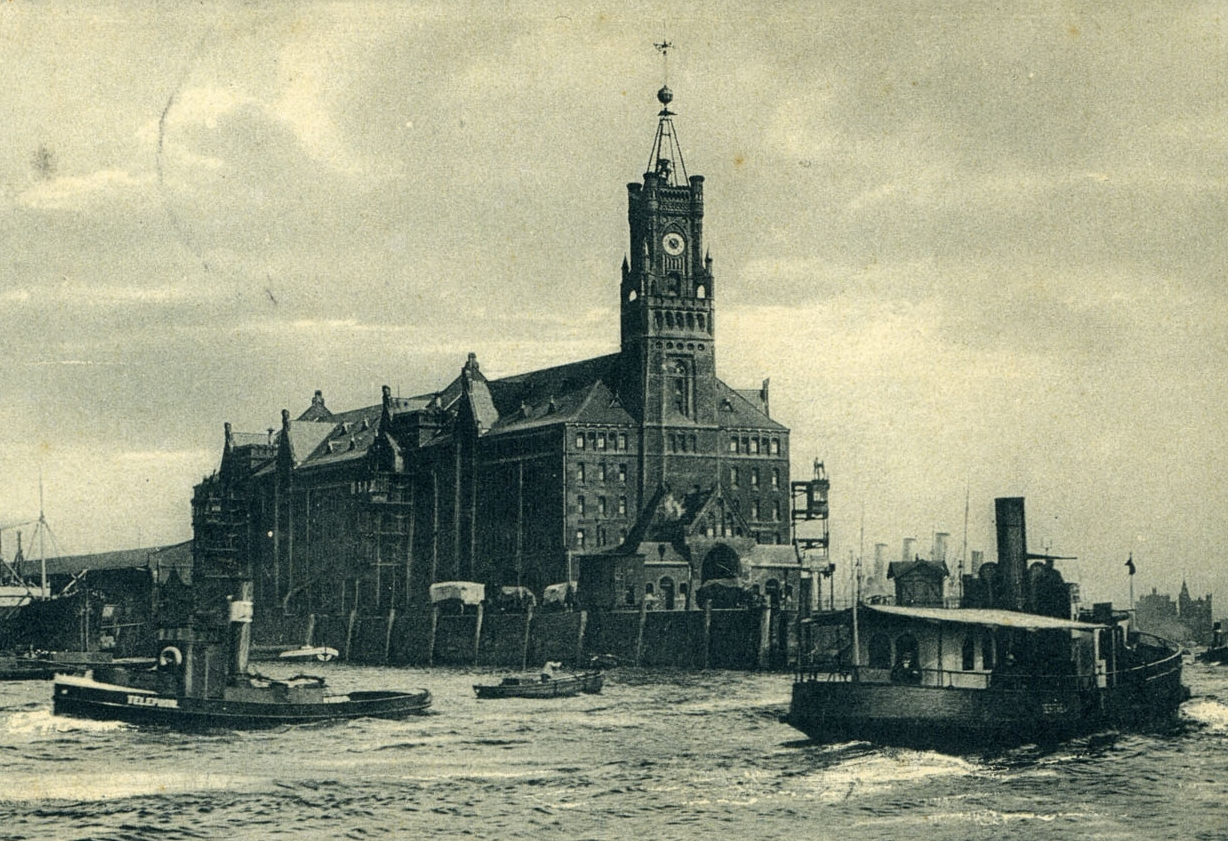
Kaispeicher A von 1875, sogenannter Kaiserspeicher, mit dem Zeitball an der Spitze

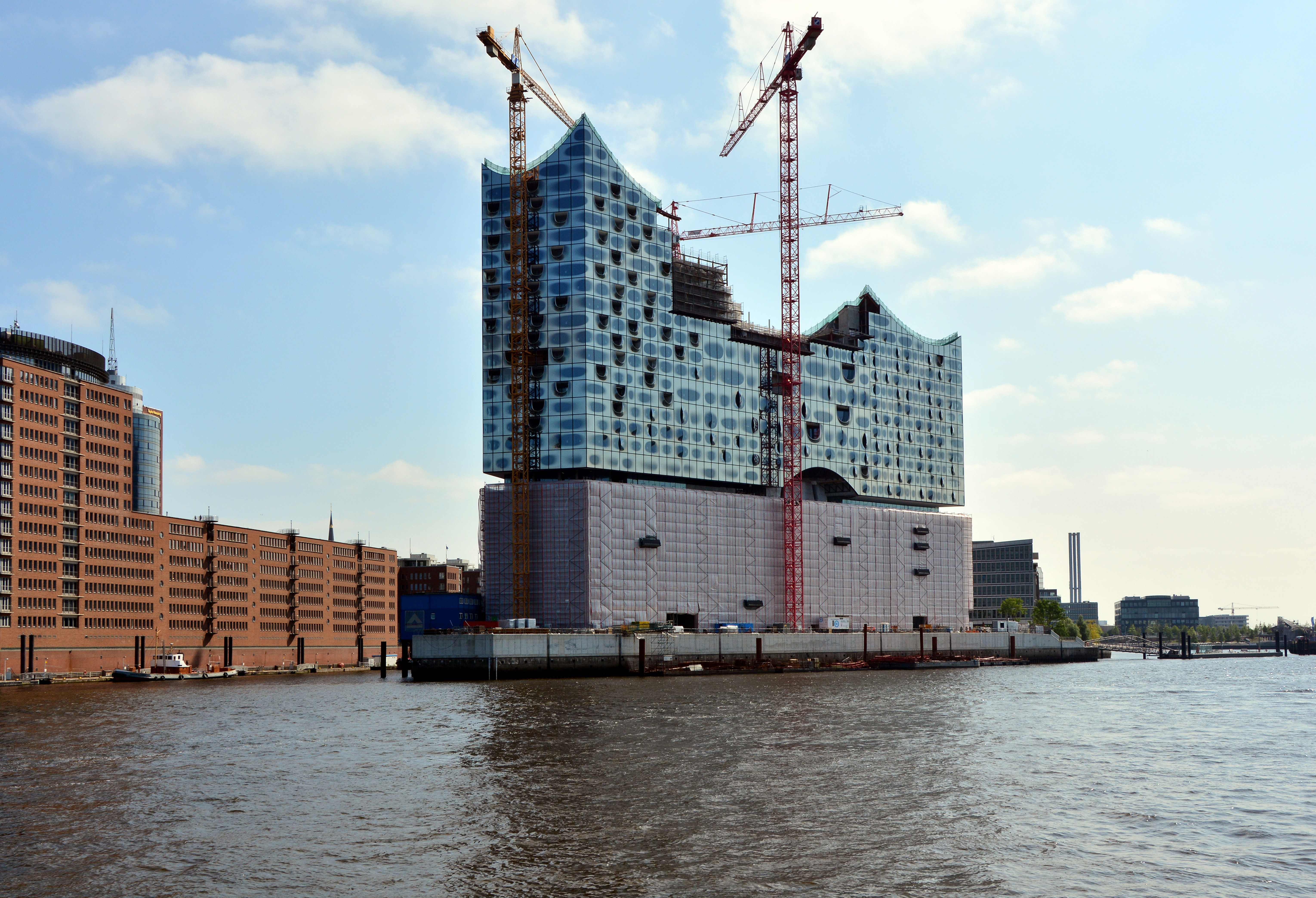
Überbauung des Kaispeichers A zur Elbphilharmonie, Juli 2013

Der Kaispeicher A war ein Lagerhaus im Hamburger Hafen auf dem Großen Grasbrook in der heutigen HafenCity. Er stand in exponierter Lage auf dem Kaiserhöft zwischen Sandtorhafen und Grasbrookhafen. In erster Ausführung wurde er 1875 durch Johannes Dalmann erbaut und zu Ehren Wilhelms I. auch Kaiserspeicher genannt. Nach Zerstörungen im Zweiten Weltkrieg und späterem Abriss entstand an gleicher Stelle 1963 ein neuer Kaispeicher A nach dem Entwurf von Werner Kallmorgen. 2007 wurden die Außenmauern dieses Speichers in den Bau der Elbphilharmonie der Schweizer Architekten Herzog & de Meuron einbezogen. Sie wurde am 31. Oktober 2016 fertiggestellt und 2017 in Betrieb genommen.

## Erster Kaispeicher A von Johannes Dalmann (1875)

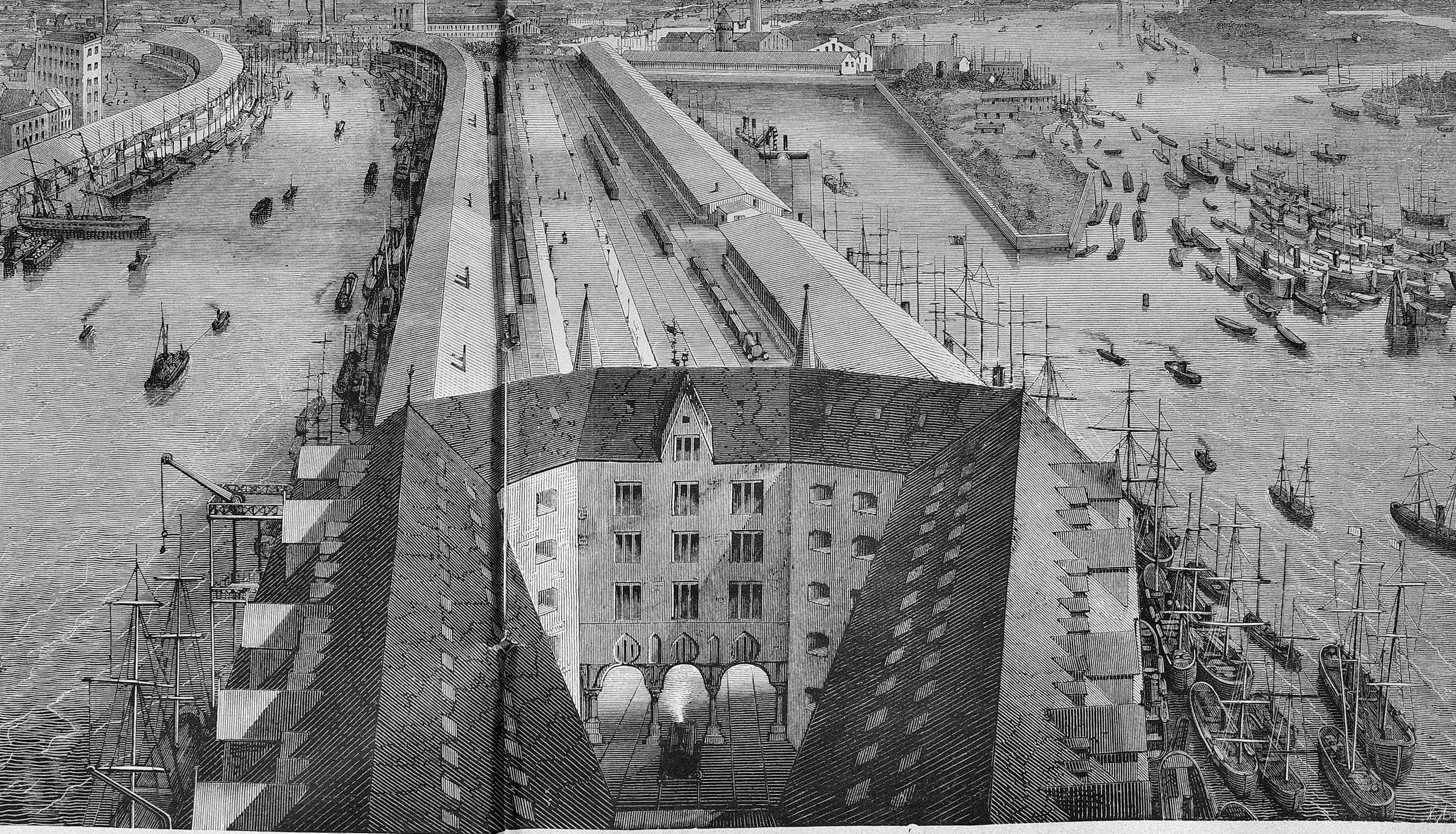
Blick vom Turm in den Hof des Kaiserspeichers 1877, links Dalmannkai am Sandtorhafen, rechts Kaiserkai am Grasbrookhafen

Der erste Kaispeicher A, der sogenannte Kaiserspeicher, wurde 1875 in der Folge des Hafenumbaus zum offenen Tidehafen auf der sogenannten Johns’schen Ecke nach Plänen des Wasserbaudirektors Johannes Dalmann erbaut. Der markante trapezförmige Grundriss zwischen Dalmannkai und Kaiserkai entstand durch die Begradigung der Kaizunge bei der Anlage der Hafenbecken. Der Backsteinbau war unterkellert, hatte ein Parterregeschoss für den Warenumschlag und vier Böden zur längerfristigen Lagerung. Die Außenseiten waren mit verschiedenen Hebezeugen bestückt, so standen sowohl hydraulische Krane wie Dampfkrane zur Verfügung. Sie konnten Lasten mit bis zu 1,5 Tonnen direkt aus Schiffen vor die Luken der Böden heben.
Zum Abtransport der Güter wurden Eisenbahngleise sowohl an den beidseitigen Kais als auch im Innenhof des Speichers verlegt. 1890 erwarb die Stadt Hamburg einen weiteren Kaispeicher und nannte ihn Kaispeicher B.

### Die Zeitgeberfunktion des Turms
Der Turm des Gebäudes war nicht nur ein weithin sichtbares Wahrzeichen des Hafens, sondern trug einen Zeitball auf der Spitze, der bis 1934 zweimal täglich zur festgesetzten Uhrzeit fiel. Dadurch konnten in Sichtweite liegende Schiffe und Einzelpersonen ihre Uhren mit einer exakten Zeit synchronisieren. Die Zeitballanlage wurde von der Sternwarte am Millerntor ausgelöst. Der Ball hatte einen Durchmesser von einem Meter, er wurde kurz vorher ganz hochgezogen und exakt mittags um 12:00 Uhr fallen gelassen.
Während des Zweiten Weltkriegs wurde der Speicher durch Bomben beschädigt. 1963 sprengte man den unzerstört gebliebenen Turm mit dem Zeitball und trug die Ruinen für den Neubau ohne Turm ab. Exakte Uhren und Radiosignale hatten die Funktion übernommen.

## Zweiter Kaispeicher A von Werner Kallmorgen (1963)

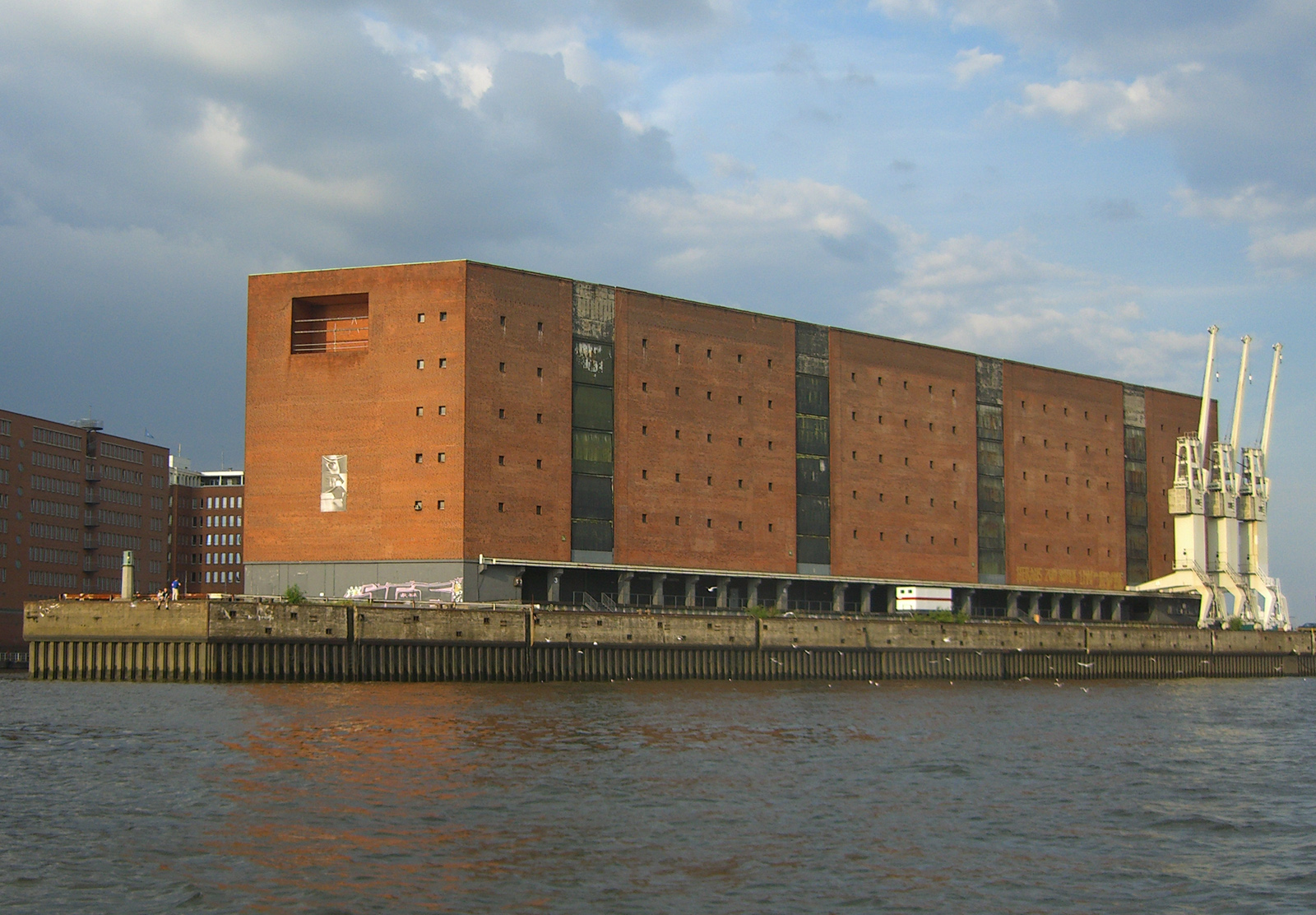
Der Kaispeicher A von 1963, Ansicht von Südwesten (2005)

Der neue Kaispeicher A nach Plänen des Architekten Werner Kallmorgen wurde 1963 auf 1111 Betonpfählen errichtet, die durch den Elbschlick und weiche Bodenschichten aus Klei und Torf in die darunterliegenden tragfähigen Sande gerammt wurden. Die Pfähle haben einen durchschnittlichen Durchmesser von 50 Zentimetern und waren ausgelegt, ein Gewicht von je 160 Tonnen zu tragen. Die längeren Seiten des roten Backsteingebäudes maßen 108 und 85 Meter, die Höhe betrug 30 Meter, die aufgebaute Elbphilharmonie ist um 73 Meter höher.
Im Kaispeicher A wurden vor allem Kakao und Kaffee aus Übersee gelagert, nachdem sie mit großen Portalkränen von den Schiffen gelöscht wurden. Im Gegensatz zu den Gebäuden der Speicherstadt war er der einzige Speicher, der direkt an seeschifftiefem Wasser lag. Durch die zunehmende Containerisierung im Seehandel ging der Bedarf für derartige Lagerflächen ab Anfang der 1970er Jahre weitgehend zurück.